# Cercle de Mopti
Le cercle de Mopti est une circonscription administrative du Mali, subdivision de la région de Mopti.

## Communes
Il compte quinze communes : Bassirou, Borondougou, Dialloubé, Fatoma, Konna, Korombana, Koubaye, Kounari, Moptis, Ouro Modi, Ouroubé Douddé, Sasalbé, Sio, Socoura et Soye.
Depuis 2023, le cercle est divisé en 7 arrondissements et 12 communes, dont 1 commune urbaine : Mopti, codé en 0501.
| Code   | Arrondissement                  |
| ------ | ------------------------------- |
| 050101 | Arrondissement central de Mopti |
| 050102 | Arrondissement de Dialloubé     |
| 050103 | Arrondissement de Fatoma        |
| 050104 | Arrondissement de Sendégué      |
| 050102 | Arrondissement de Soufouroulaye |
| 050103 | Arrondissement de Soye          |
| 050104 | Arrondissement de Ouro-Modi     |

| Code     | Commune       |
| -------- | ------------- |
| 05010101 | Mopti         |
| 05010102 | Socoura       |
| 05010201 | Dialloubé     |
| 05010301 | Bassirou      |
| 05010302 | Fatoma        |
| 05010303 | Kounari       |
| 05010401 | Ouroubé Doudé |
| 05010501 | Sio           |
| 05010601 | Soye          |
| 05010701 | Ouro-Modi     |
| 05010702 | Sasalbé       |
| 05010703 | Koubaye       |